# Oleg Okszewski
Oleg Wiaczesławowicz Okszewski, ros. Олег Вячеславович Окшевский (ur. 5 sierpnia 1915 w Eupatorii, zm. 10 sierpnia 1998 pod Waszyngtonem) – jugosłowiański pilot wojskowy rosyjskiego pochodzenia, oficer Chorwackiego Legionu Lotniczego podczas II wojny światowej, emigracyjny działacz kombatancki.
Po ewakuacji z Krymu wraz z wojskami Białych w poł. listopada 1920 r., jego rodzina zamieszkała w Nowym Sadzie w Królestwie Serbów, Chorwatów i Słoweńców. W 1932 r. O. W. Okszewski ukończył 1 Rosyjski Korpus Kadetów Wielkiego Księcia Konstantina Konstantinowicza w Białej Cerkwi. Następnie ukończył jugosłowiańską szkołę lotniczą, po czym służył w lotnictwie. Po upadku Jugosławii w kwietniu 1941 r., wstąpił do nowo formowanych sił lotniczych armii Niepodległego Państwa Chorwackiego (NDH). W 1942 r. wstąpił do Chorwackiego Legionu Lotniczego, walczącego na froncie wschodnim. W tym samym roku dostał się do niewoli sowieckiej. Pod koniec 1944 r. został przekazany do "titowskiej" Jugosławii. Uniknął aresztowania dzięki wstawiennictwu b. lotników Królewskiej Armii Jugosławii. Udało mu się przedostać do Triestu, a stamtąd do Włoch. W 1950 r. wyjechał do Kanady. Mieszkał w Montrealu, a następnie w Toronto. Po kilku latach wyemigrował do USA. Pracował w Nowym Jorku w fabryce tekstyliów. Jednocześnie działał w emigracyjnych rosyjskich organizacjach kombatanckich.